# Mya Sein
Mya Sein, död 1988, var en burmesisk författare, pedagog och historiker.
Hon var ordförande för Burmese National Council of Women. Daw Mya Sein (även kallad May Oung), var ordförande för Burmese Women’s Association, och en ledande medlem av National Council of Women in Burma. Hon närvarade vid London Roundtable Conference on Burma 1931 på rekommendation av Women’s Freedom League i London och påpekade att kvinnor i det buddhistiska Burma hade haft lika rättigheter inom arv, äktenskap och skilsmässa före kolonialismen och begärde att få dessa lagar respekterade av britterna.
Hon tjänstgjorde som diplomat och var Asiens representant vid Nationernas förbund 1931. 